# 戈斯海姆
戈斯海姆是德国巴登-符腾堡州的一个市镇。总面积9.32平方公里，总人口3763人，其中男性1852人，女性1911人（2011年12月31日），人口密度404人/平方公里。